# Black Death
Pour plus de détails, voir Fiche technique et Distribution.
Black Death est un film germano-britannique réalisé par Christopher Smith, sorti en 2010.

## Synopsis
XIVe siècle, en Angleterre. Une épidémie de peste bubonique ravage le pays, décimant la population. Osmund, un jeune moine, reçoit la mission d’accompagner un groupe de chevaliers mené par le redoutable Ulric, afin d'enquêter sur d’étranges phénomènes se produisant dans un petit village reculé. Il semblerait en effet qu’en ce lieu les morts reviennent à la vie. Comprenant que cela est le fait d'un nécromancien ayant un lien particulier avec le village, les chevaliers et le moine se lancent à sa recherche et finissent bientôt par le trouver en la personne de Langiva, une mystérieuse jeune et belle femme. Mais le voyage va vite basculer dans l'horreur quand Osmund doit faire un choix cornélien entre sa foi et Averill, la femme qu'il aime, après avoir passé un pacte avec Langiva.

## Fiche technique
Sauf indication contraire, les informations mentionnées dans cette section peuvent être confirmées par la base de données cinématographiques IMDb,  présente dans la section « Liens externes ».
- Titre original et français : Black Death
- Réalisation : Christopher Smith
- Scénario : Dario Poloni
- Musique : Christian Henson
- Direction artistique : Jens Löckmann
- Décors : John Frankish
- Costumes : Petra Wellenstein
- Photographie : Sebastian Edschmid
- Montage : Stuart Gazzard
- Production : Robert Bernstein, Jens Meurer, Douglas Rae et Phil Robertson
- Sociétés de production : Egoli Tossell Film, HanWay Films, Ecosse Films et Zephyr Films
- Sociétés de distribution : Revolver Entertainment (Royaume-Uni) ;  Senator Film (Allemagne)
- Pays de production :  Royaume-Uni /  Allemagne
- Langue originale : anglais
- Format :  couleur - 2.35:1 - 35mm -Son Dolby Digital
- Genre : horreur ; aventure, drame
- Durée : 97 minutes
- Dates de sortie : 
  - Royaume-Uni : 26 mai 2010 (avant-première mondial au Film4 FrightFest) ; 11 juin 2010 (sortie nationale)
  - Allemagne : 9 septembre 2010
  - France : 1er avril 2011 (DVD)[1]
- Interdit aux moins de 12 ans lors de sa sortie en France.

## Distribution
- Eddie Redmayne (VF : Jean-Marco Montalto) : Osmund
- Sean Bean (VF : Loïc Houdré) : Ulric
- Carice van Houten : Langiva
- Kimberley Nixon : Averill
- David Warner (VF : Vincent Violette) : The Abbot
- John Lynch (VF : Philippe Roullier) : Wolfstan
- Tim McInnerny : Hob
- Andy Nyman : Dalywag
- Johnny Harris : Mold
- Tygo Gernandt : Ivo
- Jamie Ballard : Griff
- Emun Elliott : Swire
- Daniel Steiner : Monk
- Nike Martens : Elena

## Production

### Tournage

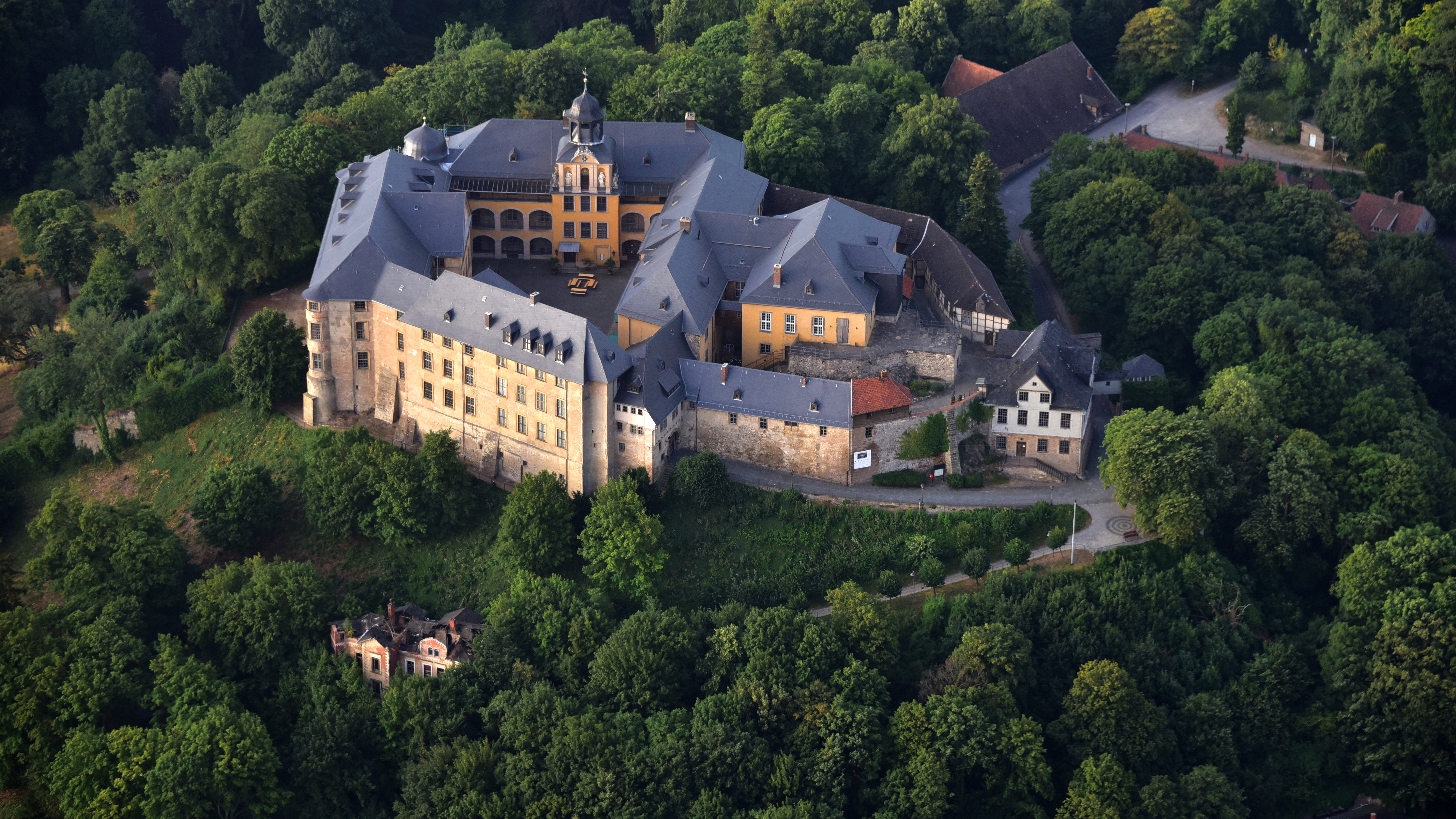
Le château de Blankenburg.

Le tournage a lieu au Land de la Saxe-Anhalt en Allemagne, précisément au château de Blankenburg et au château de Querfurt (de), ainsi qu'en ville de Zehdenick au début de l'année 2009.

## Accueil
Le film n'est jamais sorti en salles en France, mais est sorti en DVD et Blu-Ray le 1er avril 2011.

### Documentation
- Black Death : le Moyen Âge au cœur des ténèbres, article paru sur le site du magazine Histoire et Images médiévales, le 10 février 2014.